# Kallisto

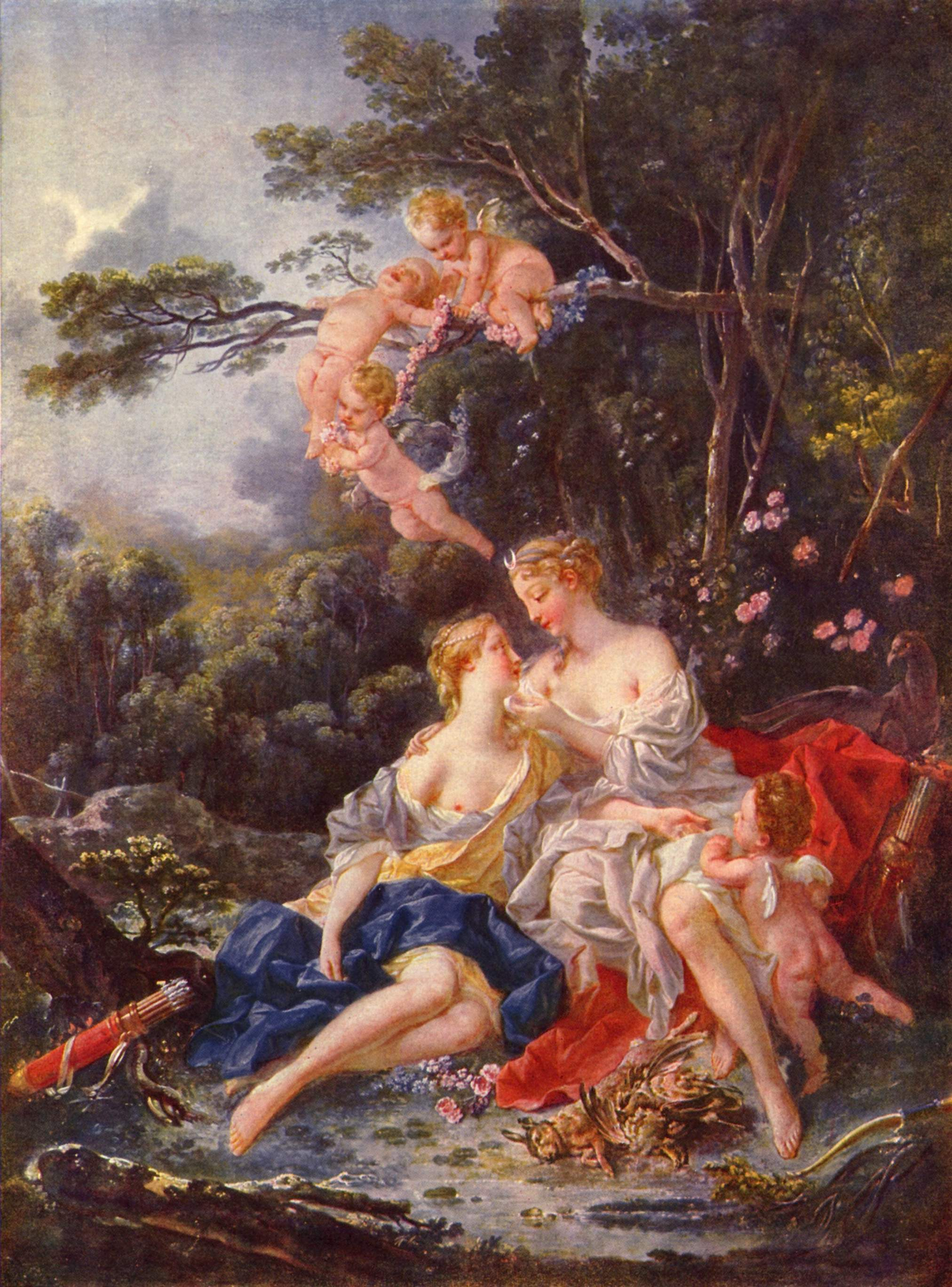
"Jupiter och Kallisto", målning av François Boucher (1744). I Dianas skepnad förför Jupiter Kallisto.

Kallisto (grekiska: Καλλιστω) var i grekisk mytologi antingen dotter till Lykaon, kung i Arkadien eller en nymf. Det finns flera sinsemellan motstridiga berättelser om henne, men alla är överens om att hon förfördes av Zeus, förvandlades till en björn, födde en son vid namn Arkas, blev jagad och sedan placerad på stjärnhimlen som stjärnbilden Stora björnen.

## Varianter

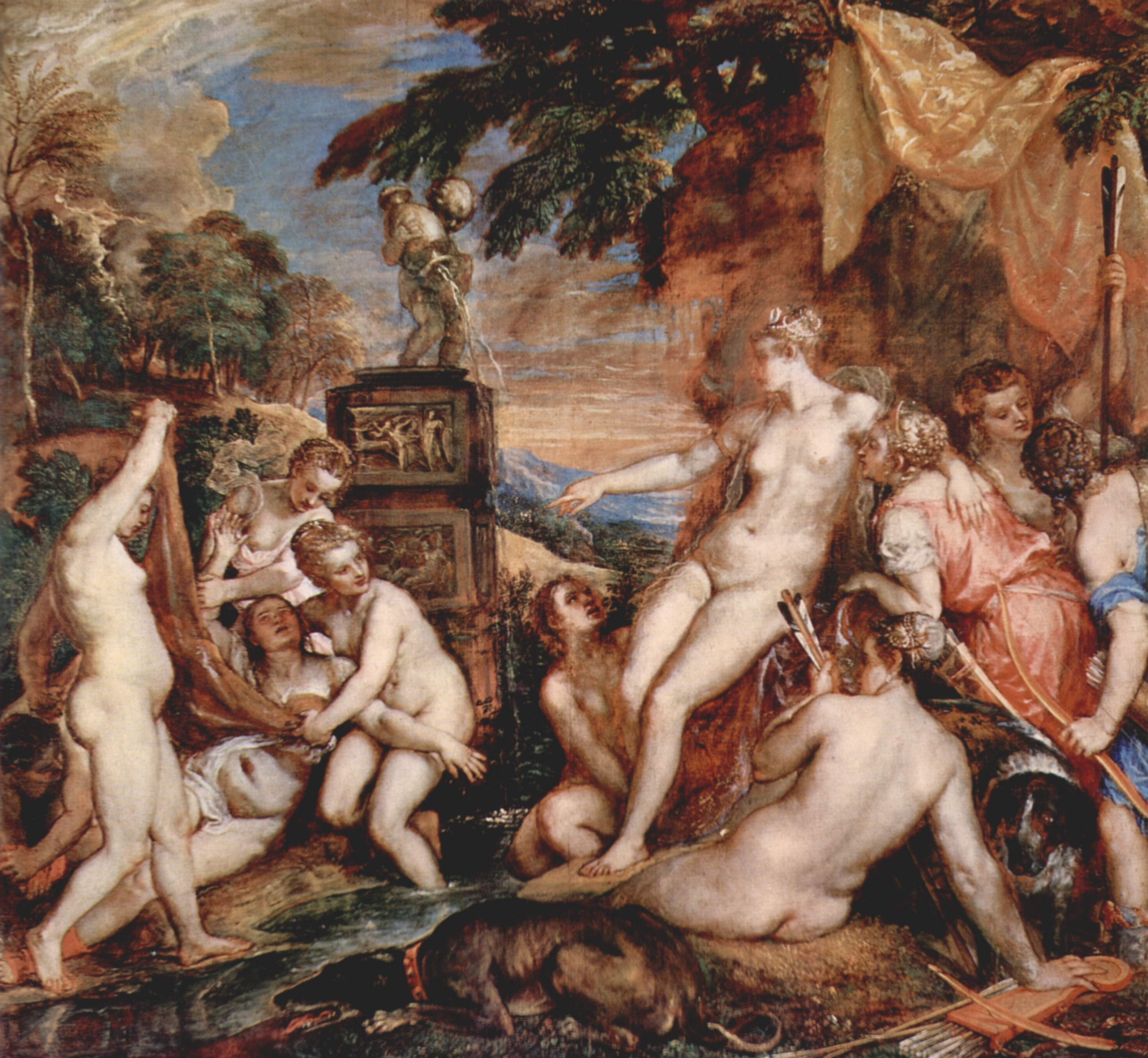
"Diana och Kallisto", målning av Tizian (1559). Kallistos graviditet upptäcks. (National Gallery of Scotland).

I den första versionen av berättelsen svor Kallisto att förbli oskuld så länge hon var i gudinnan Artemis sällskap. Efter att hon blivit förförd av Zeus försökte hon gömma sin graviditet, men blev avslöjad när hon badade. Artemis blev förargad och förvandlade Kallisto till en björn. I björnform födde hon sonen Arkas, de två blev sedan infångade och förda till Lykaon. Långt senare råkade Kallisto vandra in på Zeus heliga plats och blev jagad av sin son, då hon var nära att bli dödad blev hon räddad av Zeus som placerade henne bland stjärnorna.
En annan version av den första berättelsen beskriver hur Zeus förför Kallisto i Artemis skepnad. När graviditeten avslöjas beskyller Kallisto gudinnan för sitt tillstånd, vilket förargar Artemis så mycket att hon förvandlar Kallisto till en björn.
En tredje variant av berättelsen beskriver hur Zeus hustru Hera förvandlar Kallisto till en björn av svartsjuka och sedan övertalar Artemis att skjuta henne. Zeus skickar guden Hermes för att rädda sonen Arkas från hennes livmoder och ge till gudinnan Maia att uppfostra. Kallisto ges en plats bland stjärnorna av Zeus. I vissa versioner förvandlar Zeus själv Kallisto till en björn för att dölja sin otrohet från Hera.